# Gilserberg
Gilserberg är en kommun och ort i Schwalm-Eder-Kreis i Regierungsbezirk Kassel i förbundslandet Hessen i Tyskland.
Kommunerna Gilserberg, Heimbach, Lischeid, Sachsenhausen, Schönau och Winterscheid gick samman i den nya kommunen Gilserberg 31 december 1971. Kommunerna Appenhain och Itzenhain uppgick i Gilserberg 1 april 1972 följt av  Moischeid, Sebbeterode och Schönstein 1 januari 1974.